# Klein Constantia
El Klein Constantia (código UCI: KLC) fue un equipo ciclista checo de categoría continental y filial del equipo UCI WorldTeam belga, Etixx-Quick Step.

## Material ciclista

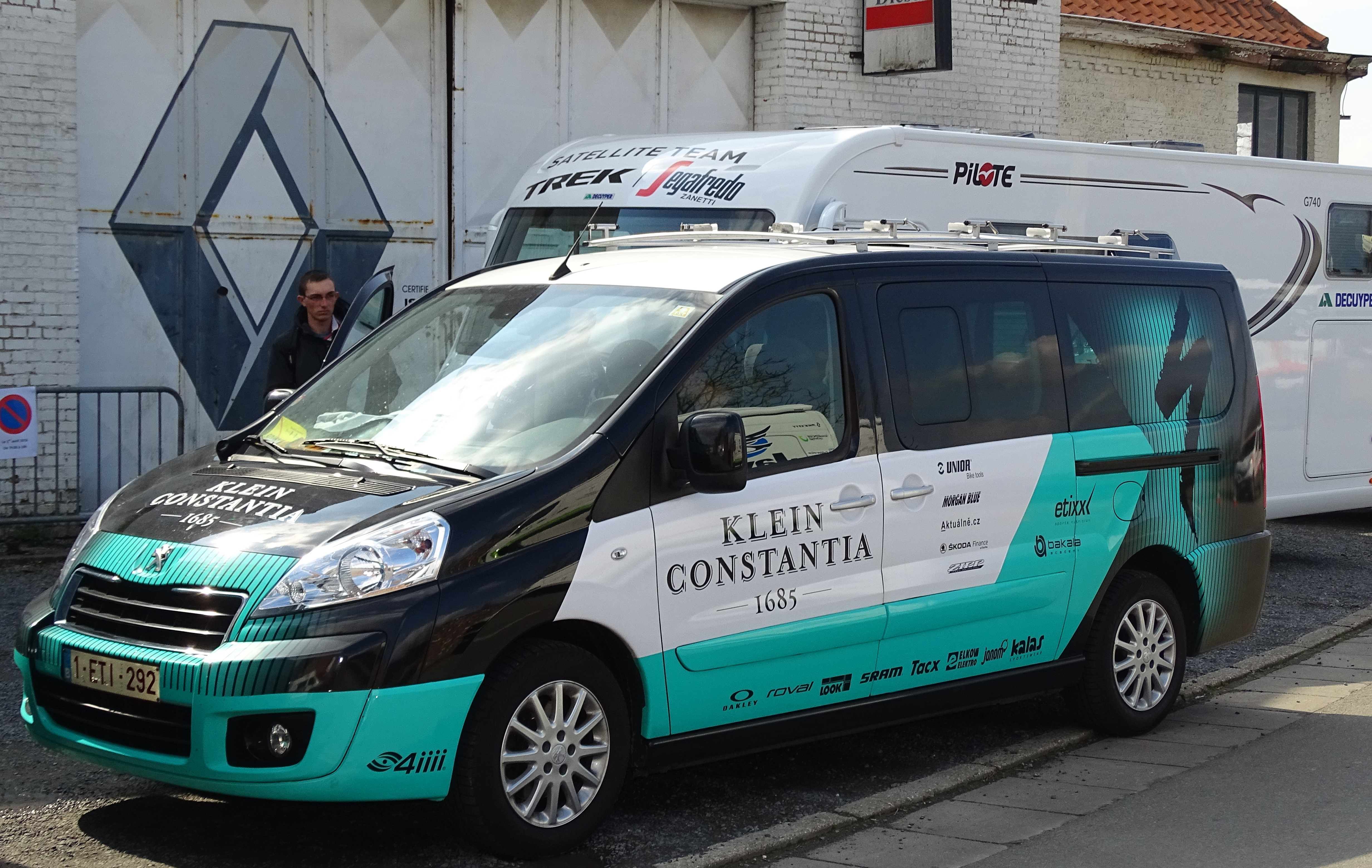
Vehículos que utiliza del equipo.

El equipo utilizaba bicicletas Specialized.

## Clasificaciones UCI
A partir de 2005 la UCI instauró los Circuitos Continentales UCI, donde el equipo está desde que se creó en 2013, registrado dentro del UCI Europe Tour. Estando en las clasificaciones del UCI Europe Tour Ranking y UCI América Tour Ranking. Las clasificaciones del equipo y de su ciclista más destacado fueron las siguientes:
| Temporada                | Clasificación por equipos | Mejor corredor en la clasificación individual | Posición |
| 2012-2013 (America Tour) | 38.º                      | Daniel Hoelgaard                              | 345.º    |
| 2012-2013 (Europe Tour)  | 14.º                      | Petr Vakoč                                    | 17.º     |
| 2013-2014 (Europe Tour)  | 19.º                      | Łukasz Wiśniowski                             | 62.º     |
| 2015 (America Tour)      | 34.º                      | Michal Schlegel                               | 195.º    |
| 2015 (Europe Tour)       | 46.º                      | Erik Baška                                    | 52.º     |

## Palmarés
Para años anteriores, véase Palmarés del Klein Constantia

### Palmarés 2016

#### Circuitos Continentales UCI
| Fechas          | Circuito             | Carreras                                                               | Ganador               |
| 2 de marzo      | UCI Europe Tour 2016 | Umag Trophy                                                            | Jonas Bokeloh         |
| 17 de marzo     | UCI Europe Tour 2016 | 2.ª etapa de la Vuelta al Alentejo                                     | Enric Mas             |
| 20 de marzo     | UCI Europe Tour 2016 | 5.ª etapa de la Vuelta al Alentejo                                     | Rémi Cavagna          |
| 20 de marzo     | UCI Europe Tour 2016 | Vuelta al Alentejo                                                     | Enric Mas             |
| 8 de abril      | UCI Europe Tour 2016 | 1.ª etapa del Circuito de las Ardenas                                  | Rémi Cavagna          |
| 25 de abril     | UCI Europe Tour 2016 | 1.ª etapa del Tour de Bretaña                                          | František Sisr        |
| 29 de abril     | UCI Europe Tour 2016 | Prólogo de la Carpathia Couriers Paths (CRI)                           | Hamish Schreurs       |
| 2 de mayo       | UCI Europe Tour 2016 | 3.ª etapa de la Carpathia Couriers Paths                               | Hamish Schreurs       |
| 3 de mayo       | UCI Europe Tour 2016 | Carpathia Couriers Paths                                               | Hamish Schreurs       |
| 15 de mayo      | UCI Europe Tour 2016 | 3.ªa etapa del Tour de Berlín                                          | Rémi Cavagna          |
| 16 de mayo      | UCI Europe Tour 2016 | Tour de Berlín                                                         | Rémi Cavagna          |
| 22 de mayo      | UCI Europe Tour 2016 | 3.ª etapa de la París-Arrás Tour                                       | Rémi Cavagna          |
| 19 de junio     | UCI Europe Tour 2016 | Tour de Saboya                                                         | Enric Mas             |
| 30 de junio     | UCI Europe Tour 2016 | 3.ª etapa de la Carrera de la Solidaridad y de los Campeones Olímpicos | Rémi Cavagna          |
| 1 de julio      | UCI Europe Tour 2016 | 4.ª etapa de la Carrera de la Solidaridad y de los Campeones Olímpicos | Iván García Cortina   |
| 15 de julio     | UCI Europe Tour 2016 | 3.ª etapa del Giro del Valle de Aosta                                  | Maximilian Schachmann |
| 30 de julio     | UCI Europe Tour 2016 | 3.ª etapa del Tour de Alsacia                                          | Maximilian Schachmann |
| 31 de julio     | UCI Europe Tour 2016 | Tour de Alsacia                                                        | Maximilian Schachmann |
| 9 de septiembre | UCI Europe Tour 2016 | 1.ª etapa del East Bohemia Tour                                        | František Sisr        |

## Plantilla
Para años anteriores, véase Plantillas del Klein Constantia

### Plantilla 2016
| Nombre                   | Nacimiento | Nacionalidad    | Equipo 2015                        |
| Nuno Bico                | 03/07/1994 | Portugal        | Radio Popular-Boavista             |
| Jonas Bokeloh            | 16/03/1996 | Alemania        | SEG Racing                         |
| Rémi Cavagna             | 10/08/1995 | Francia         | Neo (Pro Immo Nicolas Roux)        |
| Iván García Cortina      | 20/11/1995 | España          | AWT-GreenWay                       |
| Przemysław Kasperkiewicz | 01/03/1994 | Polonia         | AWT-GreenWay                       |
| Roman Lehky              | 30/06/1996 | República Checa | AWT-GreenWay                       |
| Enric Mas                | 07/01/1995 | España          | Neo (Specialized-Alberto Contador) |
| Kenny Molly              | 24/12/1996 | Bélgica         | AWT-GreenWay (stagiaire)           |
| Jhonatan Narváez         | 04/03/1997 | Ecuador         | Neoprofesional                     |
| Maximilian Schachmann    | 09/01/1994 | Alemania        | AWT-GreenWay                       |
| Michal Schlegel          | 31/05/1995 | República Checa | AWT-GreenWay                       |
| Hamish Schreurs          | 23/01/1994 | Nueva Zelanda   | Neo (Sojasun espoir-ACNC)          |
| František Sisr           | 17/03/1993 | República Checa | Team Dukla Praha                   |

1. 1 2  Hasta el 31 de julio.

Stagiaires

Desde el 1 de agosto, los siguientes corredores pasaron a formar parte del equipo como stagiaires (aprendices a prueba).
| Corredor      | Nacimiento | Nacionalidad | Equipo 2016 |
| ------------- | ---------- | ------------ | ----------- |
| Jérémy Lecroq | 07/04/1995 | Francia      |             |